# Alfred Lawson
William Alfred Lawson (1869-1954) foi um jogador profissional, o gestor e o promotor da Liga de beisebol entre 1916 e 1887 e desempenhou um papel pioneiro na indústria aeronáutica dos E.U.A, publicando os dois primeiros jornais da aviação comercial. 

## Biografia
Em 1904, ele também escreveu um romance, Born Again (nascer de novo), claramente inspirado pela popular e utópica fantasia Looking Backward  por Edward Bellamy, um prenúncio do rumo que sua carreira como metafísico iria tomar. Ele é freqüentemente citado como o inventor do avião  , e foi premiado o primeiro de vários contratos de correio aéreo, que, em última análise, ele não poderia cumprir. O crash do seu ambicioso "Midnight Liner" durante o seu julgamento vôo decolagem em 8 de maio de 1921 terminou a sua melhor oportunidade para a aviação comercial êxito.
Na década de 1920, ele promoveu saúde, incluindo práticas vegetarianismo e alegou ter encontrado o segredo da vida a 200. Ele também desenvolveu a sua própria altamente incomum teorias da física, segundo a qual tais conceitos como "penetrability", "sucção e de pressão" e "Zig-Zag-e-turbulência" foram descobertas em par com a teoria da relatividade de Einstein. Ele publicou numerosos livros sobre esses conceitos, todos em conjunto um distintivo de tipografia. Lawson repetidamente previa a adopção mundial das Lawsonian princípios até ao ano 2000.
Ele mais tarde propounded sua própria filosofia-Lawsonomy-Lawsonian e da religião. Ele também desenvolveu, durante a Grande Depressão, a teoria econômica dos populistas "Direct Créditos", segundo o qual os bancos são a causa de todos os económicas Ai, os opressores de ambas as capitais e de trabalho. Lawson acreditava que o governo deveria substituir bancos como o fornecedor de empréstimos a empresas e trabalhadores. Seus comícios e palestras atraíram milhares de ouvintes, no início dos anos 30, principalmente na parte superior do Midwest, mas em finais dos anos 30s as multidões tinham diminuiu.
Em 1943, ele fundou o unaccredited Universidade de Lawsonomy em Des Moines para difundir seus ensinamentos e de oferecer o grau de "Knowledgian", mas depois de IRS e de vários outros inquéritos, foi encerrada e, finalmente vendida em 1954, ano da morte de Lawson. Lawson financeira do regime continuam misteriosas para este dia e nos últimos anos ele parece ter pouca propriedade propriedade, mudança de cidade para cidade como um hóspede de sua farflung acolytes. Uma tentativa de 1952 lanço-lhe antes de uma comissão de investigação do Senado e ir ao fundo da sua operação terminou com o velho homem deixando a senadores e perplexo unimpressed.
Uma fazenda perto de Racine, Wisconsin é a única universidade restantes instalações, embora um pequeno punhado de maio igrejas ainda sobrevivem em locais como Wichita. O grande sinal, antigamente leitura "da Universidade de Lawsonomy", foi um marco para familiarizar os motoristas na região por muitos anos e foi visível a partir de I-94 cerca de 13 milhas norte do estado do Illinois linha. Apesar de o sinal ainda existe, o "de" foi agora substituído pela URL do seu site.